# François Vatin
Pour les articles homonymes, voir Vatin (homonymie).
François Vatin, né en 1957, est professeur de sociologie à l'Université Paris-Nanterre et chercheur au laboratoire IDHE.S.

## Biographie
François Vatin est le fils de Claude Vatin (professeur d'histoire grecque à l'université de Provence).
Après des études d'économie à Aix-Marseille Université (1974-1978), François Vatin prépare une thèse de troisième cycle à l'EHESS et devient assistant puis maître de conférences à l'université de Rennes 2 (1982-1992).
Il est aujourd'hui professeur de sociologie à l'Université Paris Nanterre. Sociologue du travail, il a publié de nombreux ouvrages dont les plus récents sont Le travail. Activité productive et ordre social (Presses de Paris Ouest, 2014) ou encore L'espérance monde.

## Thèmes de recherche
Ses principaux thèmes de recherche sont : la sociologie du travail et du salariat dans la mondialisation, la sociologie économique, et l'histoire de la pensée technique, économique et sociale du XIXe siècle. Il s'intéresse tout particulièrement au travail, à ses valeurs, ses mesures. Plus récemment il est également à l'origine de travaux de réflexion sur la "refonte" de l'université,,,
Dans son analyse des théories économiques de Sismondi, François Vatin reprend à son compte les thèses de Lénine sur le "romantisme économique" du penseur protestant suisse.